# Forschungsinstitut für Philosophie Hannover

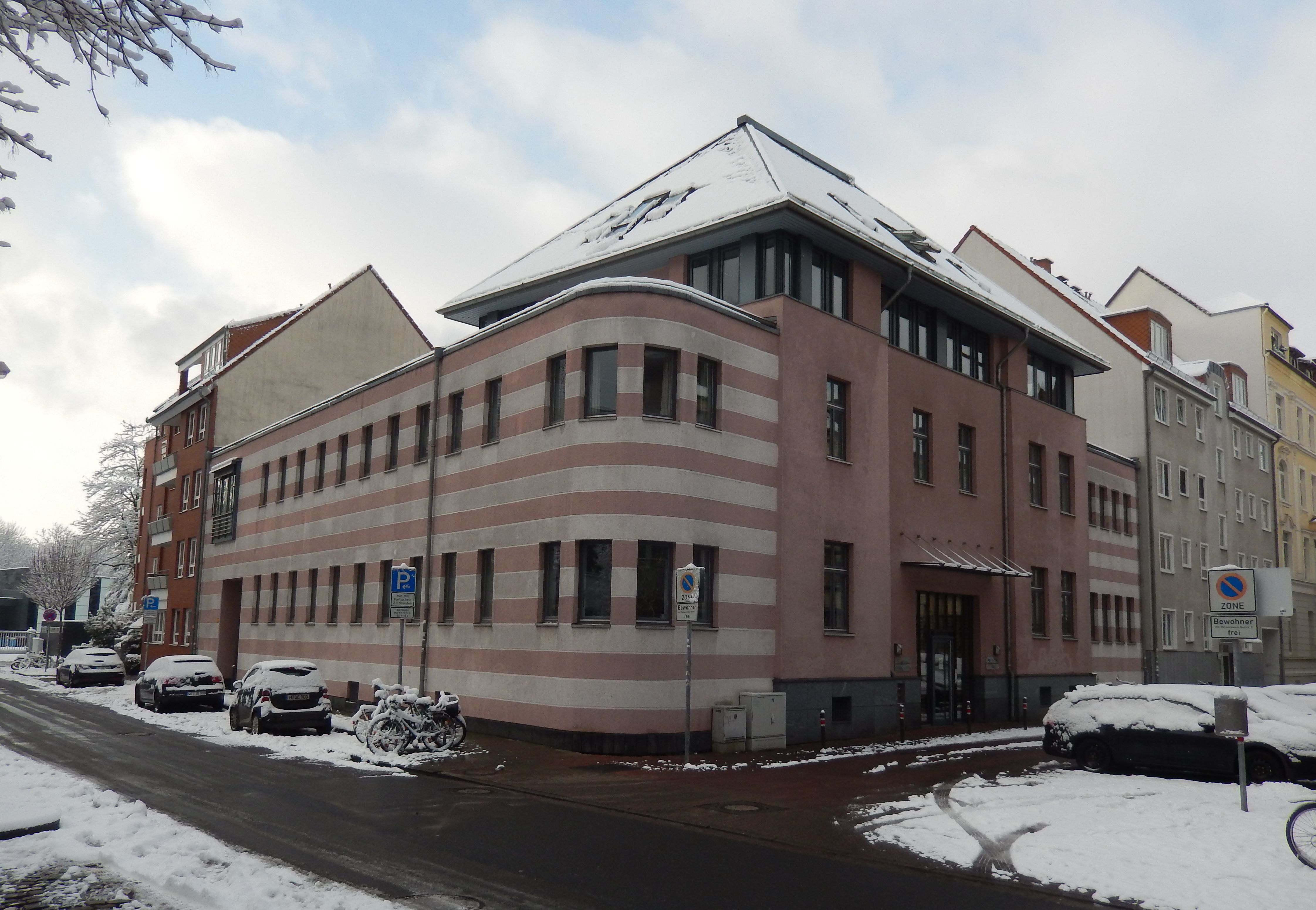
Gebäude des Forschungsinstituts für Philosophie Hannover in der Calenberger Neustadt

Das Forschungsinstitut für Philosophie Hannover (FIPH) mit Sitz in Hannover ist das erste philosophische Institut in katholischer Trägerschaft in Deutschland. Direktor ist seit Oktober 2009 Jürgen Manemann.
Die öffentlich-rechtliche Stiftung wurde 1988 durch den damaligen Bischof von Hildesheim, Josef Homeyer, gegründet. Die Institution ist Mitglied der Deutschen Gesellschaft für Philosophie (DGPhil), der Gesellschaft für Interkulturelle Philosophie (GIP) und des Instituts für Sozialstrategie (IfS).

## Forschung
Das FIPH befasst sich vorwiegend mit Themen aus dem Bereich der praktischen Philosophie (zuletzt unter anderem: Wirtschaftsethik, Bürgergesellschaft, Migration, Politische Philosophie) sowie mit Philosophischer Anthropologie, Sozialethik und Umweltphilosophie. Es lässt sich dabei nach eigener Aussage vom ethischen Maßstab der „Unantastbarkeit der Menschenwürde“ leiten. Mit Wissenschaftlern und Wissenschaftlerinnen außerhalb des Forschungsinstituts werden Projektgruppen zu Forschungszwecken gebildet und deren Ergebnisse veröffentlicht. Darüber hinaus arbeiten an dem Institut jährlich wechselnde Fellows und Stipendiaten aus verschiedenen Fachgebieten.
Das Institut schreibt jährlich einen wissenschaftlichen Preis aus, und zwar abwechselnd den Philosophischen Buchpreis und einen mit insgesamt 6.000 Euro dotierten Essaypreis (Wissenschaftliche Preisfrage).
Das FIPH veröffentlicht zweimal jährlich ein Journal und betreibt den Blog philosophie-indebate.

## Geschichte
Gründungsdirektoren des FIPH waren Peter Koslowski (Direktor von 1988 bis 2001) und Reinhard Löw (Direktor 1988 bis zu seinem Tod 1994). Auch Richard Schenk (1991–2000) und Vittorio Hösle (1997–2000) waren zeitweise zusammen mit Peter Koslowski Direktoren am FIPH. Von Juni 2000 bis Juli 2009 wurde das Institut von Gerhard Kruip geleitet, von Anfang 2007 bis Anfang 2009 wurde er von Christian Thies als stellvertretender Direktor unterstützt.